# Tommy Orange
Tommy Orange (Oakland, 19 gennaio 1982) è uno scrittore statunitense.

## Biografia
Nato nel 1982 a Oakland, è un membro delle tribù Cheyenne e Arapaho dell'Oklahoma.
Laureato all'Institute of American Indian Arts, nel 2018 ha esordito nella narrativa con il romanzo Non qui, non altrove nel quale ha descritto la vita e le problematiche sociali di una comunità di nativi americani dell'Oakland.
Insignito di numerosi riconoscimenti, suoi articoli e racconti sono apparsi su varie riviste letterarie quali McSweeney's, Esquire e Zoetrope: All-Story.

## Opere

### Romanzi
- Non qui, non altrove (There There, 2018), Milano, Frassinelli, 2019 traduzione di Stefano Bortolussi ISBN 978-88-93420-51-8.
- Stelle vaganti (Wandering Stars), Milano, Mondadori, 2024 traduzione di Stefano Bortolussi ISBN 978-88-04-78262-9.

## Premi e riconoscimenti

### Vincitore
- John Leonard Award: 2018 con Non qui, non altrove[6]
- Premio PEN/Hemingway: 2019 con Non qui, non altrove[7]
- American Book Awards: 2019 con Non qui, non altrove[8]
- Anisfield-Wolf Book Award per la narrativa: 2019 con Non qui, non altrove[9]

### Finalista
- Premio Pulitzer per la narrativa: 2019 con Non qui, non altrove[10]
- International IMPAC Dublin Literary Award: 2020 con Non qui, non altrove[11]